# MBC경인지사
MBC경인지사는 경기도 수원시 팔달구 효원로 288 (인계동) 또는 경기도 고양시 일산동구 호수로 596 MBC 드림센터 7층 (장항동)에 위치한 문화방송의 지사이다. 해당 지사는 독립적인 방송국이 아니고, 일부 시사 · 교양 프로그램의 제작을 담당하기 위해 설립된 문화방송의 지사(支社)이다.

## 조직
1본부 3국 1실 13부 9팀
- 경영사업본부 : 경영관리부, 재무팀, 문화사업부, 광고마케팅부, 총무관재팀
- 편성국 : 편성부, 제작사업부, 기획특집팀, 아나운서팀
- 보도국 : 편집부, 정경부, 사회부, 보도제작부, 영상취재팀, 수원총국, 인천총국, 성남용인총국, 고양의정부총국
- 기술국 : 기술정책부, TV기술부, 중계팀
- 기획심의실 : 정책기획팀, 홍보심의팀

## 방송 송출 시설망
MBC-TV가 운영하고 있는 방송 송출 시설망은 다음과 같다. 서울 본사 지역 내 난시청 해소를 위하여 방송망을 꾸준히 추가 구축해 나가고 있는 중이다.
- 호출부호 : HLKV-DTV
- 가상채널 : 11-1

| 송신소        | UHD      | UHD  | HD                                      | HD   | 송신소 위치                              | 비고 |
| 송신소        | 물리채널 | 출력 | 물리채널                                | 출력 | 송신소 위치                              | 비고 |
| ------------- | -------- | ---- | --------------------------------------- | ---- | ---------------------------------------- | ---- |
| 감악산 중계소 |          |      | CH 23                                   | 2kW  | 경기 파주시 적성면 객현리 산182          |      |
| 해룡산 중계소 | CH 55    | 2kW  |                                         |      | 경기 동두천시 탑동동 산79                |      |
| 파주 중계소   |          |      | CH 27                                   | 90W  | 경기 파주시 파평면 눌노리 산23-8 파평산  |      |
| 동두천 중계소 | CH 50    | 20W  | 경기 동두천시 생연1동 44-1              |      |                                          |      |
| 포천 중계소   | CH 44    | 20W  | 경기 포천시 신북면 기지리 산98-5 천주산 |      |                                          |      |
| 용문산 중계소 | CH 55    | 2kW  | CH 27                                   | 1kW  | 경기 양평군 옥천면 용천리 산25-1         |      |
| 하점 중계소   |          |      | CH 32                                   | 20W  | 인천 강화군 하점면 이강리 산173-3 별립산 |      |
| 계양산 중계소 | CH 55    | 2kW  | CH 43                                   | 100W | 인천 계양구 목상동 산57-1                |      |
| 인천 중계소   |          |      | CH 23                                   | 90W  | 인천 중구 송학동1가 11 자유공원          |      |
| 광명 중계소   |          |      | CH 41                                   | 20W  | 경기 광명시 광명7동 산65-1 도덕산        |      |
| 광교산 중계소 | CH 55    | 2kW  | CH 41                                   | 1kW  | 경기 용인시 수지구 고기동 산52           |      |
| 성남 중계소   |          |      | CH 27                                   | 20W  | 경기 성남시 중원구 은행2동 산2-2 검단산  |      |
| 광주 중계소   | CH 23    | 20W  | 경기 광주시 경안동 산20-42              |      |                                          |      |
| 진촌 중계소   | CH 41    | 20W  | 인천 옹진군 백령면 북포리 산138-3       |      |                                          |      |
| 대청 중계소   | CH 33    | 5W   | 인천 옹진군 대청면                      |      |                                          |      |

아날로그TV
| 송신소        | 채널  | 출력 | 송신소 위치                              | 비고 |
| ------------- | ----- | ---- | ---------------------------------------- | ---- |
| 파주 중계소   | CH 56 | 500W | 경기 파주시 파평면 눌노리 산23-8 파평산  |      |
| 동두천 중계소 | CH 44 | 100W | 경기 동두천시 생연1동 44-1               |      |
| 광암 중계소   | CH 36 | 10W  | 경기 동두천시 지행동 산21                |      |
| 포천 중계소   | CH 23 | 100W | 경기 포천시 신북면 기지리 산98-5 천주산  |      |
| 용문산 중계소 | CH 38 | 10kW | 경기 양평군 옥천면 용천리 산25-1         |      |
| 하점 중계소   | CH 51 | 50W  | 인천 강화군 하점면 이강리 산173-3 별립산 |      |
| 인천 중계소   | CH 51 | 500W | 인천 중구 송학동1가 11 자유공원          |      |
| 불광 중계소   | CH 47 | 500W | 경기 고양시 덕양구 용두동 산30-1 매봉    |      |
| 광명 중계소   | CH 54 | 10W  | 경기 광명시 광명7동 산65-1 도덕산        |      |
| 성남 중계소   | CH 52 | 100W | 경기 성남시 중원구 은행2동 산2-2 검단산  |      |
| 운중 중계소   | CH 30 | 10W  | 경기 성남시 분당구 운중동 산83           |      |

## 참고 기사
1. ↑  김고은 (2010년 8월 30일). “MBC 경인지사 내달 1일 공식 출범”. PD저널.
2. ↑  자회사 :: MBC 네트웍크
3. ↑  ““김장겸은 사장이 아니다” MBC 구성원들 불복종 투쟁”. 미디어 오늘. 2017년 2월 24일. 2020년 2월 5일에 확인함.